# Saittajoki (vattendrag, lat 66,88, long 25,75)
Saittajoki är ett vattendrag i Finland.   Det ligger i landskapet Lappland, i den norra delen av landet, 700 km norr om huvudstaden Helsingfors. Saittajoki ligger vid sjön Suopajärvi.